# رشته دانشگاهی
یک رشته دانشگاهی (به انگلیسی: Academic discipline) زیر شاخه‌ای از دانش است که در دانشگاه و دیگر مراکز آموزش عالی تدریس می‌شود و مورد پژوهش قرار می‌گیرد. رشته‌های دانشگاهی معمولاً داری زیر رشته و گرایش های انبوهی هستند. افرادی که در رشته خاصی تحصیل می‌کنند، به عنوان متخصص در آن رشته شناخته می‌شوند.